# Jay-Jay Okocha
Augustine Azuka "Jay-Jay" Okocha (Enugu, 1973. augusztus 14. –) nigériai labdarúgó.

## Karrierje

### Klub

#### Korai évek
Okocha a labdarúgást először, sok más "sztárhoz" hasonlóan az utcán kezdte. 1990-ben csatlakozott az Enugu Rangers csapatához. Itt több látványos megmozdulása is volt, például gólt lőtt a tapasztalt William Okparának a BCC Lions ellen. Innen a Borussia Neuenkirchen csapatába került.

#### Eintracht Frankfurt(1992–1996)
Okocha az Eintracht Frankfurthoz 1992-ben csatlakozott, egyik legkiemelkedőbb gólját a Karlsruhe ellen lőtte Oliver Kahn-nak, bejutva a tizenhatoson, néhány játékost többször is kicselezve. Ezt a gólt több újság az év góljának választotta.

#### Fenerbahçe SK(1996–1998)
A török csapathoz Okocha az Eintracht Frankfurt kiesése után csatlakozott. Az itt töltött két szezon alatt 30 gólt lőtt. Tagja volt a Manchester Unitedot a Bajnokok Ligájában legyőző csapatnak. Az itt töltött idő alatt Muhammet Yavuz néven török állampolgár lett.

#### Paris Saint-Germain(1998–2002)
Okochát a PSG mintegy 24 millió $-ért vette meg, ezáltal ő lett a legdrágább afrikai játékos.

#### Bolton Wanderers(2002–2006)
A Bolton Wanderers csapatához Okocha a PSG "elhagyása" után érkezett, a 2002-es labdarúgó világbajnokság után. A csapatot a kiesés elleni küzdelemben 7 találattal segítette. A szurkolók 2008-ban megszavazták neki a Bolton legjobb Premier League gólja címet.

#### Hull City AFC(2007–2008)
Egy katari év után igazolt Okocha a Hull City csapatához. A Real Salt Lake és a Sydney FC is kapcsolatban volt vele, ám ide igazolt, mert "Isten azt mondta neki". Sérülése és egyéb problémák miatt 18 mérkőzésen 0 gólt lőtt. Innen visszavonult.

#### Lehetséges visszatérés
2009 októberében a nigériai Gateway F.C. csapatával vissza akart térni.

### Díjai
- Oberliga Südwest: 1991
- Saarlandpokal: 1990, 1992
- Fuji-Cup: 1992
- Başbakanlık Kupası: 1998
- Atatürk-kupa: 1998
- Trophée des Champions: 1998
- UEFA Intertotó Kupa: 2001
- Angol labdarúgó-ligakupa: második: 2004]
- Premier League Asia Trophy: 2005
- Angol labdarúgó-bajnokság (másodosztály) play-off: 2008

#### Nemzetközi díjak
- Afrikai nemzetek kupája: 1994
- Afro-Ázsiai nemzetek kupája: 1995
- Olimpia: 1996
- Világbajnokság
  - Nyolcaddöntő: 1994, 1998

#### Egyéni
Nem kapta meg az Év afrikai játékosa díjat, viszont bekerült Pelé FIFA 100 listájába.

## Élete
Amíg a Turkcell Süper Ligben játszott, török állampolgár lett Muhammet Yavuz néven. Felesége Nkechi, két gyerekük van, Danielle és A-Jay.

### Reklámszereplések
Több reklámban is szerepelt, például Pepsi, Samsung és V-Mobile hirdetésekben.

### Fordítás
Ez a szócikk részben vagy egészben  a   Jay-Jay Okocha című angol Wikipédia-szócikk fordításán alapul.  Az eredeti cikk szerkesztőit annak laptörténete sorolja fel. Ez a jelzés csupán a megfogalmazás eredetét és a szerzői jogokat jelzi, nem szolgál a cikkben szereplő információk forrásmegjelöléseként.